# خرسان (سادات محمودي)
خرسان (بالفارسية: خرسان) هي قرية تقع في إيران في قسم سادات محمودي الريفي. يقدر عدد سكانها بـ 322 نسمة بحسب إحصاء 2016.